# Liste der denkmalgeschützten Objekte in Abtenau
Die Liste der denkmalgeschützten Objekte in Abtenau enthält die 11 denkmalgeschützten, unbeweglichen Objekte der österreichischen Gemeinde Abtenau.

## Denkmäler
| Foto  |                 | Denkmal | Standort                             | Beschreibung | Metadaten |
| ----- | --------------- | --- | ------------------------------------ | --- | --- |
| ja    | Datei hochladen | Kath. Filialkirche hl. Maria - Mühlrain HERIS-ID: 8812 Objekt-ID: 4774                                       | Waldhof 14 Standort KG: Abtenau Dorf | Einfache barocke Filialkirche mit Dachreiter, nordseitig geschindelt, vermutlich geplant von Giovanni Antonio Dario. Bilder von Johann Friedrich Pereth. | BDA-Hist.: Q1412955 Status: § 2a Stand der BDA-Liste: 2025-06-30 Name: Kath. Filialkirche hl. Maria - Mühlrain GstNr.: 486/1 Filialkirche hl. Maria, Mühlrain                                  |
| ja    | Datei hochladen | Ehem. Gefangenenhaus, Gemeindekotter HERIS-ID: 8808 Objekt-ID: 4769                                          | Markt 1 Standort KG: Abtenau Markt   | | BDA-Hist.: Q38019024 Status: § 2a Stand der BDA-Liste: 2025-06-30 Name: Ehem. Gefangenenhaus, Gemeindekotter GstNr.: 120/5 Markt 73 (ehem. Gefangenenhaus), Abtenau                            |
| ja BW | Datei hochladen | Pfarrhof HERIS-ID: 8806 Objekt-ID: 4767                                                                      | Markt 2 Standort KG: Abtenau Markt   | Der große zweigeschoßige Pfarrhof mit einem abgewalmten Satteldach wurde in den Jahren 1749/50 erbaut. | BDA-Hist.: Q38019008 Status: § 2a Stand der BDA-Liste: 2025-06-30 Name: Pfarrhof GstNr.: 141 Pfarrhof Abtenau                                                                                  |
| ja    | Datei hochladen | Verwalterhaus von St. Peter HERIS-ID: 8809 Objekt-ID: 4770                                                   | Markt 5 Standort KG: Abtenau Markt   | Der freistehende zweigeschoßige Bau mit abgewalmtem Satteldach stammt im Kern aus dem 16. Jahrhundert. Das abgefaste Segmentbogenportal ist mit 1559 bezeichnet. | BDA-Hist.: Q38019043 Status: § 2a Stand der BDA-Liste: 2025-06-30 Name: Verwalterhaus von St. Peter GstNr.: 141 Verwalterhaus von St. Peter, Abtenau                                           |
| ja    | Datei hochladen | Bezirksgericht, ehem. Ansitz HERIS-ID: 8807 Objekt-ID: 4768                                                  | Markt 73 Standort KG: Abtenau Markt  | → Hauptartikel : Bezirksgericht Abtenau f1 | BDA-Hist.: Q17310529 Status: § 2a Stand der BDA-Liste: 2025-06-30 Name: Bezirksgericht, ehem. Ansitz GstNr.: 120/1 Bezirksgericht Abtenau                                                      |
| ja    | Datei hochladen | Ökonomiegebäude des Stiftes St. Peter HERIS-ID: 59938 Objekt-ID: 71630                                       | Markt 79 Standort KG: Abtenau Markt  | Die mächtige zweigeschoßige Anlage mit zwei Seitenflügeln wurde in den Jahren 1798 bis 1806 erbaut. | BDA-Hist.: Q38089265 Status: Bescheid Stand der BDA-Liste: 2025-06-30 Name: Ökonomiegebäude des Stiftes St. Peter GstNr.: 141 Ökonomiegebäude des Stifts St. Peter, Abtenau                    |
| ja    | Datei hochladen | Kath. Pfarrkirche hl. Blasius HERIS-ID: 8804 Objekt-ID: 4765                                                 | Standort KG: Abtenau Markt           | → Hauptartikel : Pfarrkirche Abtenau f1 | BDA-Hist.: Q2082505 Status: § 2a Stand der BDA-Liste: 2025-06-30 Name: Kath. Pfarrkirche hl. Blasius GstNr.: 78/1 Saint Blaise parish church in Abtenau                                        |
| ja    | Datei hochladen | Friedhofskapelle HERIS-ID: 8805 Objekt-ID: 4766                                                              | Standort KG: Abtenau Markt           | Die rechteckige Kapelle mit Satteldach und Dachreiter wurde um 1800 erbaut. | BDA-Hist.: Q38018999 Status: § 2a Stand der BDA-Liste: 2025-06-30 Name: Friedhofskapelle GstNr.: 78/1 Friedhofkapelle Abtenau                                                                  |
| BW    | Datei hochladen | Hofanlage Hinterlindenthalgut HERIS-ID: 8818seit 2025                                                        | Lindenthal 7 Standort KG: Fischbach  | | BDA-Hist.: Q135167795 Status: Bescheid Stand der BDA-Liste: 2025-06-30 Name: Hofanlage Hinterlindenthalgut GstNr.: .82/1, .82/2, 640/2                                                         |
| ja    | Datei hochladen | Kapelle Herz Jesu und hl. Leonhard (Kapelle in Stocker, Radochsbergkirchlein) HERIS-ID: 8825 Objekt-ID: 4787 | Stocker 3 Standort KG: Schorn        | → Hauptartikel : Filialkirche Radochsberg f1 | BDA-Hist.: Q1413007 Status: Bescheid Stand der BDA-Liste: 2025-06-30 Name: Kapelle Herz Jesu und hl. Leonhard (Kapelle in Stocker, Radochsbergkirchlein) GstNr.: .163 Filialkirche Radochsberg |
| ja    | Datei hochladen | Bauernhof Arlergut, Heimatmuseum HERIS-ID: 8833 Objekt-ID: 4795                                              | Au 9 Standort KG: Unterberg          | → Hauptartikel : Museum Arlergut f1 | BDA-Hist.: Q17294057 Status: § 2a Stand der BDA-Liste: 2025-06-30 Name: Bauernhof Arlergut, Heimatmuseum GstNr.: 228 Museum Arlergut                                                           |
| ja    | Datei hochladen | Grenzsäule auf dem Strubberg HERIS-ID: 8835 Objekt-ID: 4797                                                  | Standort KG: Unterberg               | Die rotmarmorne Säule wurde 1550 errichtet und markiert die Grenze zwischen der Grundherrschaft des Salzburger Domkapitels in Scheffau am Tennengebirge und dem Kloster St. Peter in Abtenau. Das Wappen ist das der Abtei St. Peter; auf der rückwärtigen Seite befindet sich die Abbildung eines Kleeblattes. Auch heute verläuft hier die Gemeindegrenze. Die Säule wurde 2001 renoviert. Anmerkung: Koordinaten grundstücksgenau | BDA-Hist.: Q38020144 Status: Bescheid Stand der BDA-Liste: 2025-06-30 Name: Grenzsäule auf dem Strubberg GstNr.: 38 Boundary column Strubberg                                                  |